# Obento Idole
Obento Idole（おべんといどーる）は、日本の女性アイドルグループ。ツーマンセル所属。

## 概要
2014年8月に大阪で誕生した5人組の女性アイドルグループ。“日本の魅力、カルチャーを海外に向けて発信するアイドル”をコンセプトに、関西を中心に活動を行っている。
『お弁当』と『アイドル』を合わせた名前で、ダブルミーニングとして、可愛いおもちゃの人形のようなイメージも描いていけるように「トイドール」という言葉も隠れている。
イメージカラーは、日本の伝統色「京紫」。
定期的に『ランチボックス』という、メンバーがお弁当を手作りしファンと一緒に食べてその後ライブをするイベントを行っている。
2019年2月2日、解散。

## メンバー
| メンバー名 | 担当色 | 生年月日 | キャッチフレーズ     |
| ---------- | ------ | -------- | -------------------- |
| 川原美世乃 | 黄色   | 12月24日 | みんなのおともだち   |
| 杉山まひろ | 青色   | 8月29日  | アイドルの向こう側   |
| 牧野なな子 | 緑色   | 7月11日  | しゃべるカチューシャ |

## 研究生
| メンバー名 | 担当色 | 生年月日 |  |
| ---------- | ------ | -------- |  |
| 吉見まお   | ピンク | 9月30日  |  |
|            |        |          |  |
|            |        |          |  |